# جابه‌جایی نوترون
جابه‌جایی نوترون(به انگلیسی: Neutron transport) به مطالعه حرکت نوترون‌ها در ماده می‌پردازد. در علوم هسته‌ای و مهندسی، نیاز است که بدانند نوترون‌ها درون دستگاه به چه سمتی و با چه سرعتی حرکت می‌کنند. محاسبه جابه‌جایی نوترون، معمولاً در آزمون هسته‌ی رآکتورهای هسته‌ای یا اشعه‌های صنعتی نوترون استفاده می‌شود.